# Xavier Panseri
Xavier Panseri (ur. 21 maja 1971 w Lons-le-Saunier) – francuski pilot rajdowy. 
W 2007, 2008 i 2009 jeżdżąc Peugeot 207 S2000 i Mitsubishi Lancer Evo IX w parze z kierowcą Bryanem Bouffierem zwyciężył w klasyfikacji generalnej Rajdowych Samochodowych Mistrzostwach Polski zdobywając trzykrotnie tytuł Mistrza Polski w Rajdowych Samochodowych Mistrzostwach Polski. Xavier Panseri od 2008 roku na stałe mieszka w Polsce.

## Zwycięstwa i sukcesy
- 2007 – Rajd Rzeszowski, Rajd Subaru, Rajd Orlen, klasyfikacja generalna Rajdowych Samochodowych Mistrzostwach Polski.
- 2008 – Rajd Krakowski, Rajd Elmot, Rajd Subaru, Rajd Karkonoski, Rajd Dolnośląski, klasyfikacja generalna Rajdowych Samochodowych Mistrzostwach Polski.
- 2011 – Rajd Monte Carlo